# Kynurenin-3-Monooxygenase
Kynurenin-3-Monooxygenase (KMO) ist ein Enzym, das die Hydroxylierung von Kynurenin zu 3-Hydroxykynurenin katalysiert. Diese Reaktion ist ein Teilschritt im Katabolismus der Aminosäure Tryptophan und der Synthese von NAD und neurologisch aktiver Stoffe. KMO kommt in Tieren und manchen Pilzen und Bakterien vor. Beim Menschen ist sie in größeren Mengen in Leber, Plazenta und im Immunsystem lokalisiert, wobei sie in der Membran der Mitochondrien verankert ist und in das Zytosol ragt.

## Medizinische Bedeutung

### Kynurenin-3-Monooxygenase Mangel
Eine verminderte enzymatische Aktivität der Kynurenin-3-Monooxygenase (KMO-Mangel) kann durch genetische Polymorphismen bzw. im Rahmen eines entzündlichen Geschehens durch Cytokine sowie durch die Enzyme Indolamin-2,3-Dioxygenase (IDO) und  Tryptophan-2,3-Dioxygenase (TDO) verursacht werden. Typischerweise kommt es dabei zu einer Anhäufung (Kumulation) von Kynurenin und einer Verschiebung des Tryptophanstoffwechsels hin zu Kynurensäure, Anthranilsäure und deren weiteren Stoffwechselprodukten. Solche Veränderungen sind für Krankheiten des Gehirns (neurologische und psychiatrische Erkrankungen wie bspw. Schizophrenie und Ticstörungen) und der Leber beschrieben. Eine häufige Konstellation bei verschiedenen entzündlichen (z. B. Rheumatoide Arthritis), neuropsychiatrischen und malignen Erkrankungen ist eine gleichzeitig erhöhte Kynurenin/Tryptophan ratio durch Akkumulation von Kynurenin vor dem nächsten Stoffwechselschritt, der Hydroxylierung zu 3-Hydroxykynurenin infolge Katalysierung durch Kynurenin-3-Monooxygenase (KMO).

### Hochregulation
Bei pneumokokkaler Meningitis ist ein Anstieg der Aktivität der KMO beschrieben, der zu einer Anhäufung des neurotoxischen 3-Hydroxykynurenin führt. Dies trägt zu den neurologischen Schäden durch diese Infektionskrankheit bei. Mit cerebraler Malaria befallene Mäuse lebten dreimal so lang, wenn ihre KMO gehemmt wurde. Eine Rolle bei Chorea Huntington wird diskutiert.

### Pharmakologie
KMO wird als Target bei neurodegenerativen Erkrankungen diskutiert, da ihre Hemmung die Menge des NMDA-Rezeptor-Antagonisten Kynurenin erhöht.

## Katalysierte Reaktion
+ NADPH + O2{\displaystyle \longrightarrow } 

{\displaystyle \longrightarrow }   + NADP+ + H2O
L-Kynurenin wird unter Verbrauch von NADPH und Sauerstoff zu 3-Hydroxy-L-kynurenin umgesetzt.